# Calgaco
Calgaco (in latino Calgacus, anche Galgacus; fl. I secolo) fu il capo del popolo dei Caledoni che, nell'83 o nell'84, si scontrarono al Monte Graupio, nella Scozia settentrionale, con le truppe romane del governatore della Britannia, Gneo Giulio Agricola.
Il suo nome può essere derivato dal brittonico *calg-ac-os (it.: "dotato di spada"), ed è probabilmente collegato al gaelico calgach (it.: "pungente" o "feroce"). 
L'unica fonte storica che ci parla di lui è l'Agricola di Tacito, che lo descrive come "il più distinto per valore e nobiltà tra i diversi capi" e al quale mette in bocca un celebre discorso, ricco di pathos, del quale è rimasto proverbiale l'explicit (ubi solitudinem faciunt, pacem appellant):
(Tacito, Agricola, 30)
Calgaco non viene menzionato durante o dopo la battaglia del Graupio, e neppure tra gli ostaggi che Agricola si fa consegnare dopo la vittoria: non sappiamo quindi se fu ucciso nello scontro o se scampò alla morte. Comunque sia, egli scompare dalla scena della storia altrettanto rapidamente di come vi era comparso.

## Precedenti e paralleli
Il discorso di Calgaco trova un precedente durante le campagne galliche di Cesare, quando il nobile Critognato, del popolo gallico degli Arverni, incoraggia i compagni stremati dall'assedio di Alesia, arrivando perfino all'estrema proposta dell'antropofagia, pur di non arrendersi alla schiavitù che sarebbe seguita alla conquista romana della Gallia.
In entrambi i brani è evidenziata una capacità dei testimoni e della storiografia romana, il saper accogliere e interpretare il punto di vista dell'avversario; è un tema letterario che raggiunge con Calgaco il punto più alto e denso, ma che si ritrova anche in Sallustio, nell'epistola che egli immagina scritta da Mitridate, re del Ponto, al re dei Parti Arsace, e in Pompeo Trogo, in un discorso attribuito ancora a Mitridate.